# استیرلینگ ماس
سر استیرلینگ کرافرد ماس، OBE (انگلیسی: Sir Stirling Craufurd Moss؛ (۱۷ سپتامبر ۱۹۲۹ – ۱۲ آوریل ۲۰۲۰) در کنزینگتون غربی، لندن) رانندهٔ مسابقات فرمول یک اهل بریتانیا بود. او که یکی از اعضای تالار مشاهیر بین‌المللی ورزش‌های موتوری بود، در ۲۱۲ مسابقه از مجموع ۵۲۹ مسابقه در چندین کلاس و ردهٔ مختلفی که در آن‌ها شرکت کرد، قهرمان شد و به‌عنوان «بزرگترین راننده‌ای که هرگز قهرمان جهان نمی‌شود» از او یاد می‌شود. ماس در یک بازهٔ هفت ساله میان سال‌های ۱۹۵۵ تا ۱۹۶۱، چهار بار به جایگاه دوم دست یافت و در سه فصل دیگر مقام سوم جهان را کسب کرد.
ماس در ۱۲ آوریل ۲۰۲۰ در سن ۹۰سالگی درحوالی لندن درگذشت.